# 戈梅利
戈梅利（羅馬化：Homieĺ，發音：[ˈɣomʲelʲ]；俄語發音：[ˈɡomʲɪlʲ]）位于白俄罗斯东南部索日河畔，邻近乌克兰边境，是该国第二大城市和戈梅利州的首府，2023年人口数量为501,802人。2022年2月27日被选定为俄乌战争谈判地点。

## 友好城市
| - 英国阿伯丁 - 捷克捷克布杰约维采 |  | - 法國克莱蒙费朗 - 拉脫維亞利耶帕亚 |  | - 加拿大大萨德伯里 - 中國哈尔滨 |